# Tierra de Tábara
Die Comarca Tierra de Tábara ist eine der zwölf Comarcas in der Provinz Zamora der autonomen Gemeinschaft Kastilien und León.
Sie umfasst 6 Gemeinden auf einer Fläche von 443,03 km² mit dem Hauptort Tábara.

## Gemeinden
| Gemeinde                 | Einwohner (2024) | Fläche km² | Dichte Einw./km² | Cod INE | Postleitzahl |
| ------------------------ | ---------------- | ---------- | ---------------- | ------- | ------------ |
| Faramontanos de Tábara   | 340              | 54,39      | 6                | 49063   | 49141        |
| Ferreras de Abajo        | 451              | 88,15      | 5                | 49066   | 49335        |
| Ferreruela               | 419              | 94,27      | 4                | 49068   | 49550        |
| Moreruela de Tábara      | 288              | 68,15      | 4                | 49133   | 49148        |
| Pozuelo de Tábara        | 145              | 25,39      | 6                | 49164   | 49148        |
| Tábara                   | 748              | 112,68     | 7                | 49214   | 49140        |
| Comarca Tierra de Tábara | 2.391            | 443,03     | 5                | –       | –            |